# Anyolit
Anyolit (auch Anyolith, Rubinzoisit oder Zoisitfels) ist ein metamorph gebildetes Mineralgemenge, das vorwiegend aus der grünen Varietät des Minerals Zoisit und der roten, undurchsichtigen Korundvarietät Rubin besteht. Die in der körnigen Grundmasse des Zoisits eingesprengten Rubine sind meist unregelmäßig geformt, können aber auch eine idiomorphe, sechseckige Struktur aufweisen. Zusätzlich sind im Zoisit oft auch grünlichschwarze bis schwarze Einlagerungen aus Mineralen der Amphibolgruppe (Hornblende) zu finden.
Erstmals entdeckt wurde Anyolit 1954 in der Mundarara Mine im Distrikt Longido in Tansania. Über 50 Jahre galt Tansania, genauer Longido sowie Lossogenoi und Naberera im Distrikt Simanjiro (siehe auch Korundfunde in Afrika), als einziger Fundort für Anyolite. Erst 2008 wurde mit den durch Andreas Ertl, Franz Brandstätter und Markus Prem entdeckten „Anyolit-Linsen“ aus dem Moldanubikum etwa drei Kilometer südlich von Drosendorf in der niederösterreichischen Gemeinde Drosendorf-Zissersdorf ein weiterer Fundort für Anyolit bekannt.
Seinen Namen erhielt er aufgrund seiner vorherrschend grünen Farbe von den dort ansässigen Massai. „Anyole“ ist das Massai-Wort für grün.
Aufgrund seiner meist kräftigen Farben und Farbkontraste wird Anyolit zur Herstellung Schmuck- und Ornamentsteinen sowie für kunstgewerbliche Gegenstände verwendet, der geschliffen und poliert einen glasähnlichen Glanz entwickelt. Verwechslungsgefahr besteht nur bei farblich ähnlichem, grünem Fuchsit mit eingelagerten Rubinen.

Siehe auch: Liste individueller Mineralgemenge und Liste mineralischer Schmuck- und Edelsteine